# Bazavlouk
La Bazavlouk (en ukrainien : Базавлук) est une rivière d'Ukraine et un affluent droit du Dniepr.

## Géographie
La Bazavlouk arrose l'oblast de Dnipropetrovsk. Elle est longue de 157 km et draine un bassin de 4 200 km2. Sa pente est de 0,61 m/km. Elle est peu profonde et souvent à sec.

## Affluents
La Bazavlouk compte six affluents, dont les principaux sont
- la Kamianka (Кам'янка), à droite
- la Solona (Солона), à gauche

## Source
- Grande Encyclopédie soviétique